# Combat de Pampa Germania
Guerre du Pacifique
Batailles
Campagne navale
- Chipana
- Iquique
- Punta Gruesa
- Antofagasta (1re)
- Antofagasta (2e)
- Rímac
- Angamos
- Pilcomayo
- Arica (1re)
- Arica (2e)
- Callao

Campagne terrestre
- Topáter
- San Francisco
- Tarapacá
- Los Ángeles
- Alto de la Alianza (Tacna)
- Arica
- Chorrillos
- Miraflores
- Lima
- San Pablo
- Pachia
- La Concepción
- Huamachuco

Le combat de Pampa Germania, également connu sous le nom combat de Agua Santa , était un combat de cavalerie qui a eu lieu le 6 novembre 1879, dans le cadre de la campagne de Tarapacá , pendant la Guerre du Pacifique (1879-1884). Dans cette action, les cavaliers chiliens dirigés par José Francisco Vergara  tendent une embuscade et massacrent la cavalerie alliée commandée par le lieutenant-colonel José Sepúlveda qui était à l'arrière de l'armée alliée, qui avait déjà commencé sa marche vers Dolores, dans le secteur de Pampa Germania, près d'Agua Santa.

## Antécédents

### Situation chilienne
Le lendemain du débarquement à Pisagua, le lieutenant-colonel de la Garde nationale chilienne Don José Francisco Vergara a été envoyé avec cinq officiers à San Roberto, car un contingent allié d'environ 6.000 soldats était concentré sur place,  mais ils sont revenus sans rien trouver. A son retour, Vergara a suggéré au général Erasmo Escala de mener une plus grande reconnaissance dans la région, pour laquelle une équipe d'exploration a été envoyée dans le désert afin de vérifier le retrait allié et d'établir des zones de sécurité et d'approvisionnement d' eau pour le reste des troupes.
Cette escouade du régiment Cazadores a Caballo, composée de 175 cavaliers, est arrivé arrivant à la gare de Dolores et a trouvé ses installations intactes. Elle a rapporté cette information et demanda d'y envoyer des troupes.

### Situation alliée
Buenaventura avait ordonné de rassembler les troupes alliées à Agua Santa après le débarquement chilien, alors qu'il se dirigeait vers Pozo Almonte. Sur cette route, il y avait un groupe de 90 cavaliers alliés qui avaient quitté Iquique pour une mission de reconnaissance.  Cette force de cavalerie appartenait aux régiments Húsares de Junín et Húsares de Bolivia et n'avaient pas de sabres mais seulement des carabines.
Le reste des troupes est arrivé à Pampa Germania à 15h45 le 6 novembre. Peu de temps après, les guetteurs alertèrent sur la proximité d'un peloton chilien qui était un avant-poste.

## Combat

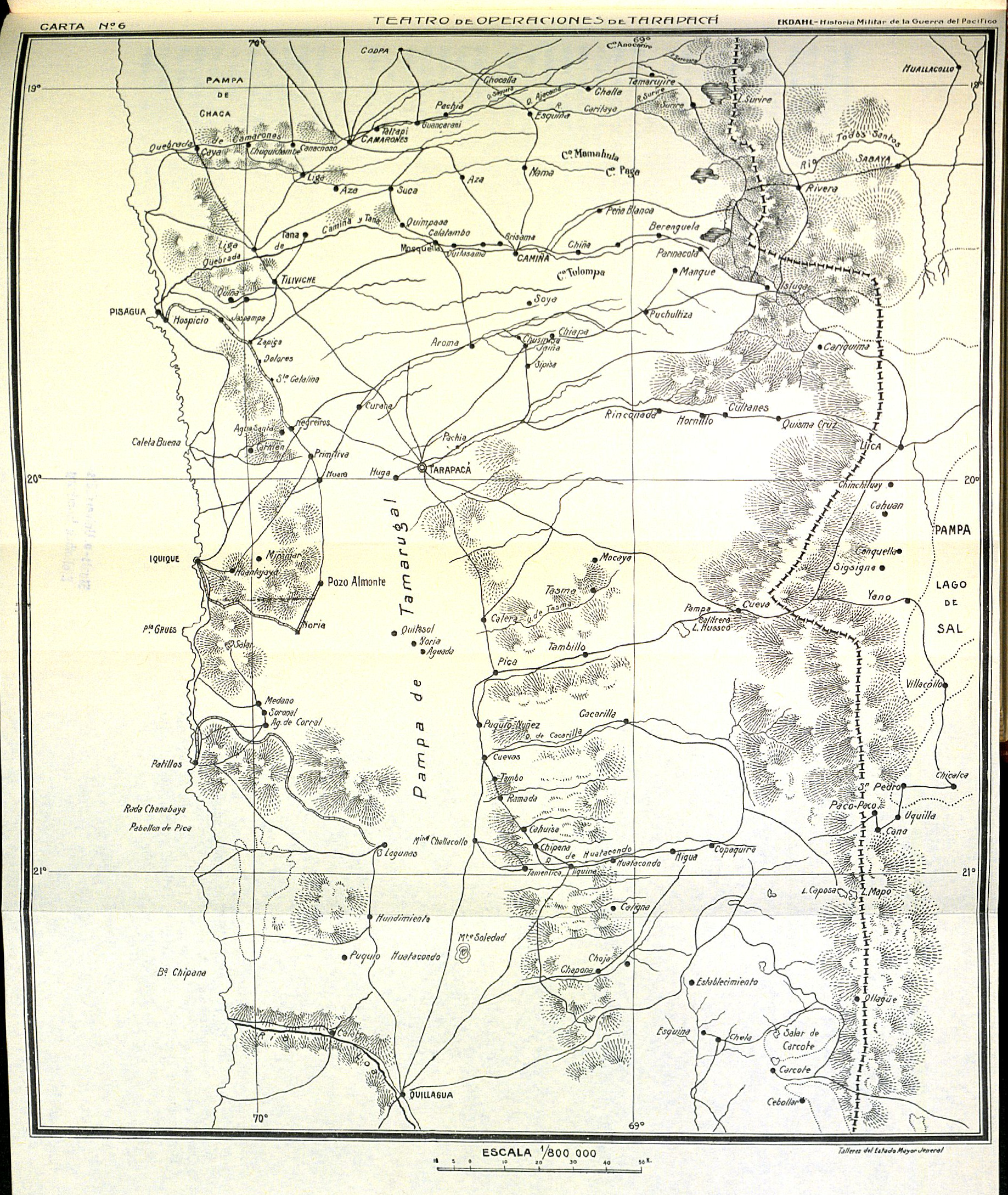
Carte de la région de Taracapa

L'historiographie chilienne raconte que les deux forces étaient disposées en ligne pour charger. Lorsque les deux sont entrés en collision, la cavalerie chilienne, sur des monts plus élevés et en supériorité numérique, a brisé le centre des forces alliées, séparant les cavaliers péruviens en direction du nord et Boliviens au sud. Une fois le contingent allié divisé, les chiliens se lancent à la poursuite des alliés, les tuant presque tous. 
L'historiographie péruvienne et l'historien militaire chilien Francisco Machuca disent que les chiliens ont simulé une retraite afin de retirer les alliés de leurs positions défensives à Pampa Germania, puis se retournèrent et attaquèrent ceux qui les poursuivaient. En supériorité numérique, avec de meilleures armes et de meilleurs chevaux, ils vainquirent les alliés.
Environ 50 à 70 cavaliers alliés ont été tués, dont le commandant Sepúlveda, et ont également fait 5 prisonniers. Les chiliens ont eu un total de 11 victimes (1 sergent et 2 soldats tués; et 1 enseigne, 1 caporal et 6 soldats blessés).
Le commandant péruvien José Buenaventura Sepúlveda était le fils d'un officier chilien qui, ayant mené la campagne contre la Confédération péruvio-bolivienne en 1838, était resté vivre au Pérou après avoir épousé une péruvienne.

## Crédits
- (es) Cet article est partiellement ou en totalité issu de l’article de Wikipédia en espagnol intitulé « Combate de Pampa Germania » (voir la liste des auteurs).